# ۱۲۷ (گروه موسیقی)
۱۲۷ یک گروه راک ایرانی است که در سال ۱۳۸۰ توسط تعدادی از دانشجویان هنر در شهر تهران تشکیل شد. موسیقی گروه ریشه در ملودی‌های ایرانی و همچنین سبک جاز دارد، شعرهایشان از ناامیدی‌ها و شادی‌های زندگی می‌گوید و در حالی که از فرهنگ و وضعیت خودشان صحبت می‌کنند، تواَمان تنهایی، امید و ناامیدی موجود در جهان را منعکس می‌کنند. اکثر سازهای مورد استفادهٔ این گروه شش نفره گیتار، پیانو، ترومبون، گیتار بیس و درام هستند.

## اعضا
- سهراب محبی: شعر، آواز و گیتار[۲]
- سردار سرمست: پیانو، کیبورد الکتریک، آکوردئون و همخوانی
- علی‌رضا پوراسد: گیتار بیس
- سلمک خالدی: ترومبون، ترومبون سوپرانو و توبا
- شروین شهامی‌پور: سه‌تار، همخوانی
- یحیی الخنسا: درام و تمبک

## آلبوم‌ها
- آمدن به کنار (Coming Around) -‏ ۲۰۰۵
- کار تمام وقت (Full Time Job) -‏ ۲۰۰۶
- خال پانک (Khal Punk) -‏ ۲۰۰۷
- حال استمراری (!Pop Emergency) -‏ ۲۰۱۱
- به راه خود - ۲۰۱۹

ترانه‌های آلبوم‌های کار تمام وقت و آمدن به کنار به زبان انگلیسی ضبط شده‌اند، درحالیکه اکثر ترانه‌های سومین آلبومشان خال پانک و آلبوم چهارمشان حال استمراری به فارسی خوانده شده‌است. ۳ آلبوم نخست گروه ۱۲۷ زیرزمینی هستند چراکه به‌دلیل محدودیت‌های موجود در ایران نتوانستند آلبومی را به‌صورت رسمی منتشر کنند، هرچند بر روی وب‌گاه رسمی ۱۲۷ می‌توان آلبوم‌هایشان را خریداری کرد یا تعدادی از آهنگ‌هایشان را شنید.